# Grégoire Junod

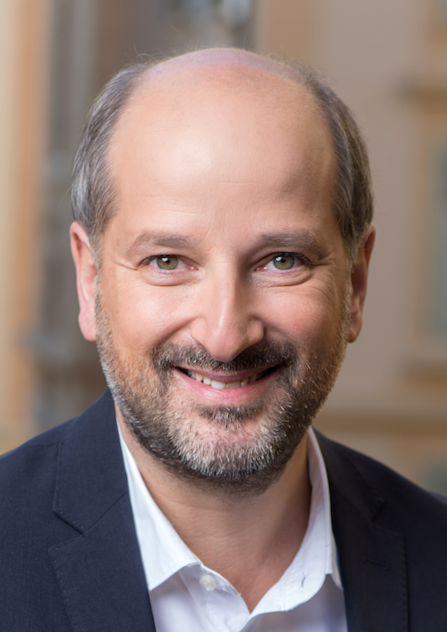
Grégoire Junod (2021)

Grégoire Junod (* 1975 in Genf; heimatberechtigt in Lignières, Kanton Neuenburg) ist ein Schweizer Politiker (SP).

## Leben
Junod absolvierte 1994 das Gymnasium in Lausanne und schloss 2001 das Lizenziat in Geschichts- und Wirtschaftswissenschaften ab. Er arbeitete danach für eine Gewerkschaft und war ab 2005 Generalsekretär der Unia.
Seine politische Laufbahn begann als Sekretär der SP Lausanne (1997–2001). Später war er von 2004 bis 2008 deren Präsident. Von 2007 bis 2011 war er für die SP im Grossen Rat des Kantons Waadt. Ab 2008 war er zudem Fraktionspräsident der Sozialdemokraten im Kantonsparlament. Im Jahre 2011 wurde er in die Stadtregierung der Waadtländer Hauptstadt gewählt. Seit dem 29. März 2016 ist er Stadtpräsident von Lausanne.
Er ist verheiratet mit der früheren SP-Ständerätin Géraldine Savary und Vater einer Tochter (* 2004) sowie einer Stieftochter (* 1994).